# Viktor Jiráský
Viktor Jiráský es un deportista checo que compitió en piragüismo en las modalidades de aguas tranquilas y maratón. Ganó una medalla de bronce en el Campeonato Mundial de Piragüismo de 1998, y dos medallas de bronce en el Campeonato Europeo de Piragüismo entre los años 1999 y 2000.
En la modalidad de maratón, obtuvo dos medallas en el Campeonato Mundial en los años 2002 y 2003.

## Palmarés internacional

### Piragüismo en aguas tranquilas
| Campeonato Mundial | Campeonato Mundial | Campeonato Mundial | Campeonato Mundial |
| Año                | Lugar              | Medalla            | Competición        |
| ------------------ | ------------------ | ------------------ | ------------------ |
| 1998               | Szeged (Hungría)   | Medalla de bronce  | C4 1000 m          |
| Campeonato Europeo |                    |                    |                    |
| Año                | Lugar              | Medalla            | Competición        |
| 1999               | Zagreb (Croacia)   | Medalla de bronce  | C4 500 m           |
| 2000               | Poznań (Polonia)   | Medalla de bronce  | C4 1000 m          |

### Piragüismo en maratón
| Campeonato Mundial | Campeonato Mundial  | Campeonato Mundial | Campeonato Mundial |
| Año                | Lugar               | Medalla            | Competición        |
| ------------------ | ------------------- | ------------------ | ------------------ |
| 2002               | Zamora (España)     | Medalla de plata   | C2                 |
| 2003               | Valladolid (España) | Medalla de bronce  | C2                 |